# Paulo Autuori
Pour les articles homonymes, voir Autuori.
Paulo Autuori de Melo, né le 25 août 1956 à Rio de Janeiro, est un entraîneur de football brésilien.

## Biographie
Il possède une formation d'éducateur sportif (université Castelo Branco, État de Rio de Janeiro), d'administrateur sportif (université pontificale catholique de Rio de Janeiro) et d'entraîneur de football (Université d'État de Rio de Janeiro).
Depuis le début de sa carrière professionnelle de haut niveau (1975), Paulo Autuori a changé une trentaine de fois de club au Brésil, au Portugal, au Pérou, au Japon et au Qatar.
Par deux fois il remporte la Copa Libertadores, en 1997 avec le Cruzeiro EC puis en 2005 avec São Paulo FC, club avec lequel il remporta aussi la même année la Coupe du monde des clubs de la FIFA.
Le 14 mai 2009 il fut présenté par le président du Grêmio (Porto Alegre, RS) comme le nouvel entraineur du club en contrat jusqu'en décembre 2010. En 1999 il avait déjà entrainé l'autre club de Porto Alegre et grand rival du Grêmio, le SC Internacional.

## Palmarès
- Botafogo
  - Championnat brésilien : 1995.

- Cruzeiro
  - Championnat du Minas Gerais : 1997.
  - Copa Libertadores : 1997.

- Alianza Lima
  - Tournoi d'ouverture : 2001.

- Sporting Cristal
  - Championnat du Pérou : 2002.
  - Tournoi de clôture : 2002.

- São Paulo
  - Championnat de São Paulo : 2005.
  - Copa Libertadores : 2005.
  - Coupe du monde des clubs de la FIFA : 2005.

- Al-Rayyan SC
  - Coupe du Qatar de football : 2010 et 2011.

- Ludogorets Razgrad
  - Supercoupe de Bulgarie : 2018